# (357439) 2004 BL86
(357439) 2004 BL86, es un asteroide cercano a la Tierra con un diámetro estimado en 325 metros. Pasó a una distancia de 1 192 362 de km, (tres veces la distancia entre la Tierra y la Luna), el 26 de enero de 2015 en 16:20 UTC. Este asteroide fue descubierto el 30 de enero de 2004 por LINEAR.
La velocidad de traslación del cuerpo es de unos 56.420 km por hora y desde la Tierra se pudo percibir su movimiento a unos 2,5 grados por hora.
Se trata de un asteroide binario, con una luna asteroidal de 70 metros.